# Nuestra Señora de la Huerta (Ademuz)

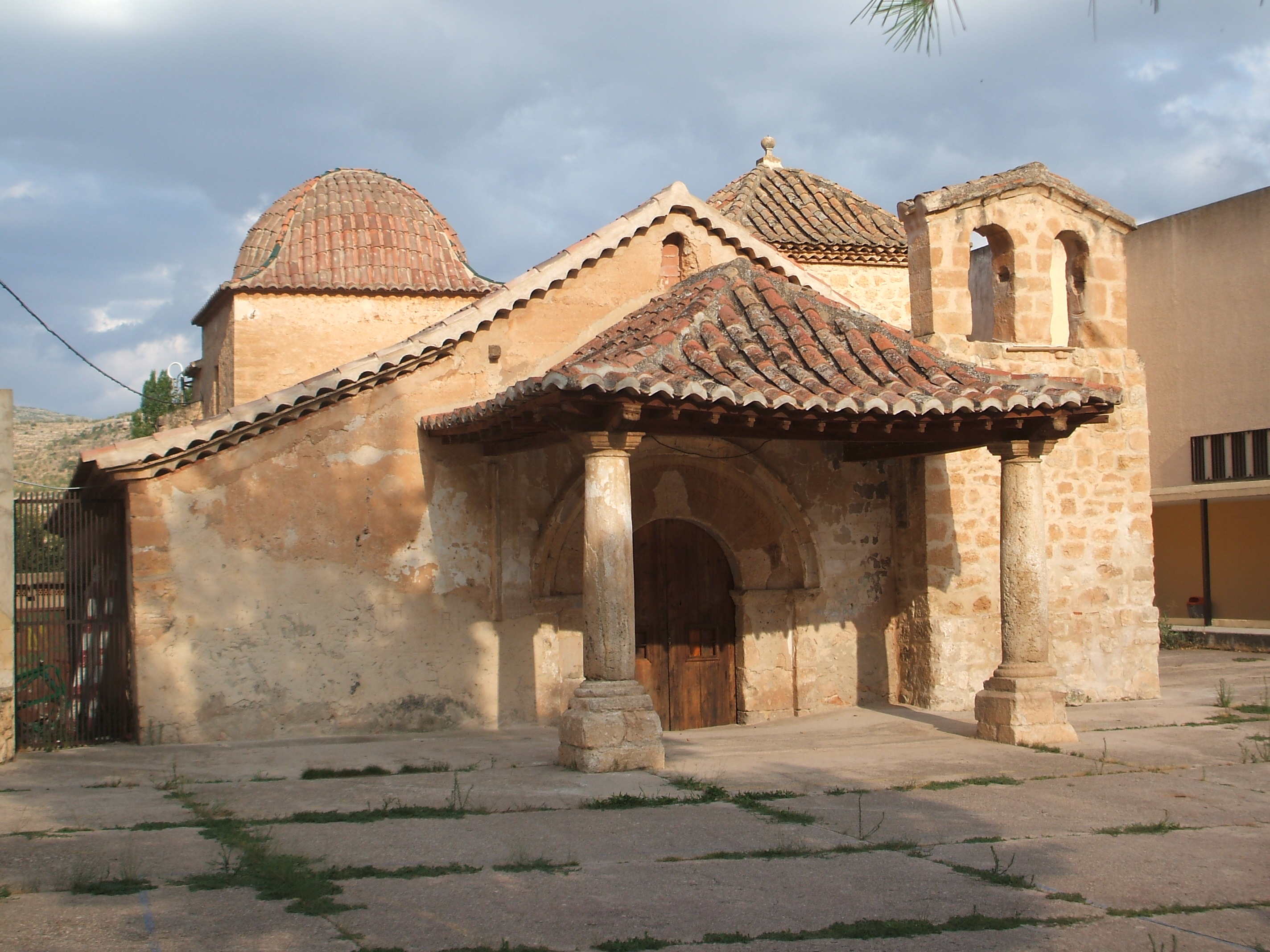
Nuestra Señora de la Huerta in Ademuz

Die Kapelle Nuestra Señora de la Huerta in Ademuz, einer spanischen Gemeinde im Norden der Provinz Valencia, wurde im 14. Jahrhundert errichtet. Die der Muttergottes geweihte Kapelle, die von der im 14. Jahrhundert gegründeten Bruderschaft Cofradía de Nuestra Señora de la Huerta erbaut wurde, ist ein geschütztes Kulturdenkmal (Bien de Interés Cultural).
Die Kirche im Stil der Gotik mit einer Vorhalle, die von zwei Säulen getragen wird, und einem Rundbogenportal besitzt drei Schiffe, wobei das Mittelschiff doppelt so breit ist wie die Seitenschiffe. An der Portalseite steht ein offener Glockengiebel.

## Wandmalereien
In den letzten Jahren wurden die gotischen Wandmalereien mit der Darstellung der heiligen Maria Magdalena restauriert.